# Physcomitrium lindmannii
Physcomitrium lindmannii är en bladmossart som beskrevs av Brotherus 1900. Physcomitrium lindmannii ingår i släktet huvmossor, och familjen Funariaceae. Inga underarter finns listade i Catalogue of Life.